# Piotr Zhang Banniu
Piotr Zhang Banniu OFS (chiń. 張板紐伯鐸) (ur. 1850 w Tuling, prowincja Shanxi w Chinach, zm. 9 lipca 1900 r. w Taiyuan, Shanxi w Chinach) – tercjarz franciszkański, męczennik, święty Kościoła katolickiego.

## Życiorys
Piotr Zhang Banniu urodził się we wsi Tuling w powiecie Yangqu, prowincja Shanxi. Jego rodzina była od pokoleń katolicka. Ponadto zdecydowana większość mieszkańców jego rodzinnej wsi również była katolikami. Jego żona pochodziła z rodziny Ji. Po pewnym czasie Piotr Zhang Banniu przeniósł się z gospodarstwa do Taiyuan i rozpoczął pracę jako sługa w katedrze.
Podczas powstania bokserów doszło w Chinach do prześladowań chrześcijan. Piotr Zhang Banniu odmówił opuszczenia biskupa i Kościoła. Zarządca prowincji Shanxi Yuxian nienawidził chrześcijan. Z jego polecenia biskup Grzegorz Grassi został aresztowany razem z 2 innymi biskupami (Franciszek Fogolla, Eliasz Facchini), 3 księżmi, 7 zakonnicami, 7 seminarzystami, 10 świeckimi pomocnikami misji i kilkoma wdowami. Aresztowano również protestanckich duchownych razem z ich rodzinami. Wśród aresztowanych znalazł się Piotr Zhang Banniu. Został stracony razem z biskupem i innymi katolikami z rozkazu gubernatora Shanxi 9 lipca 1900 r. W tym dniu zabito łącznie 26 męczenników. W styczniu 1901 r. nowy zarządca prowincji urządził ich uroczysty pogrzeb.

## Dzień wspomnienia
9 lipca w grupie 120 męczenników chińskich.

## Proces beatyfikacyjny i kanonizacyjny
Beatyfikowany 24 listopada 1946 r. przez Piusa XII w grupie Grzegorz Grassi i 28 Towarzyszy. Kanonizowani w grupie 120 męczenników chińskich 1 października 2000 r. przez Jana Pawła II.